# Шлезингер, Морис
Мори́с Адо́льф Шлезингер (фр. Maurice Adolphe Schlesinger, нем. Moritz Adolph Schlesinger; 30 октября 1798, Берлин — 25 февраля 1871, Баден-Баден) — французский музыкальный издатель немецко-еврейского происхождения, владелец издательской фирмы и нотного магазина в Париже. Основатель журнала «Газетт мюзикаль», в котором печатались многие известные композиторы и музыкальные деятели. В его жену Элизу Шлезингер был влюблён молодой Гюстав Флобер, что позднее нашло отражение в его биографии и литературном творчестве. Послужил прототипом персонажей для произведений Флобера и И. С. Тургенева.

## Биография

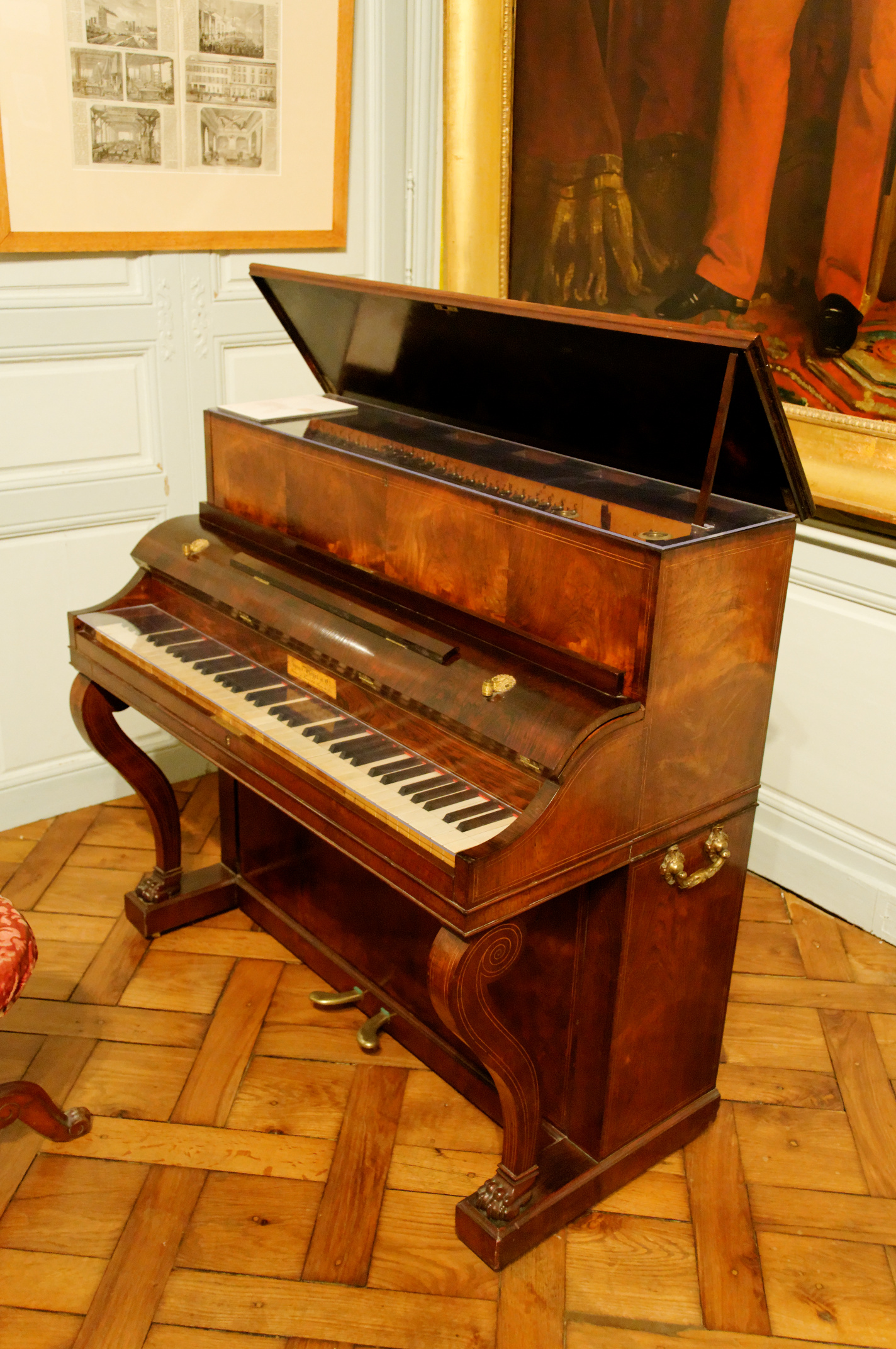
Пианино фирмы Плейель, принадлежавшее Морису Шлезингеру. Музей Бертран, Шатору

Родился 30 октября 1878 года в Берлине в еврейской семье Адольфа Мартина Шлезингера (1769—1838), основателя музыкального издательства «Schlesinger’sche Buchhandlung» и издателя журнала «Berliner Allgemeine musikalische Zeitung». В 1815 году (по другим сведениям в 1819 году) переехал в Париж, где в 1821 году создал музыкальное издательство и открыл при нём нотный магазин.
Опубликовал клавиры нескольких опер В. А. Моцарта, полные французские издания фортепианных сочинений Л. Бетховена, К. М. Вебера, И. Н. Гуммеля. Также издал оперы Джакомо Мейербера («Роберт-Дьявол», «Гугеноты»), Ж. Ф. Галеви («Жидовка», «Буря», «Мушкетёры королевы»), Г. Доницетти («Фаворитка»), а также ряд произведений Гектора Берлиоза («Фантастическая симфония», «Римский карнавал»), Роберта Шумана, Жоржа Онсло и других. В 1826 здание фирмы по адресу ул. Ришельё, 97 сгорело, в огне были утрачены многие ценные музыкальные рукописи, среди которых были письма Бетховена.

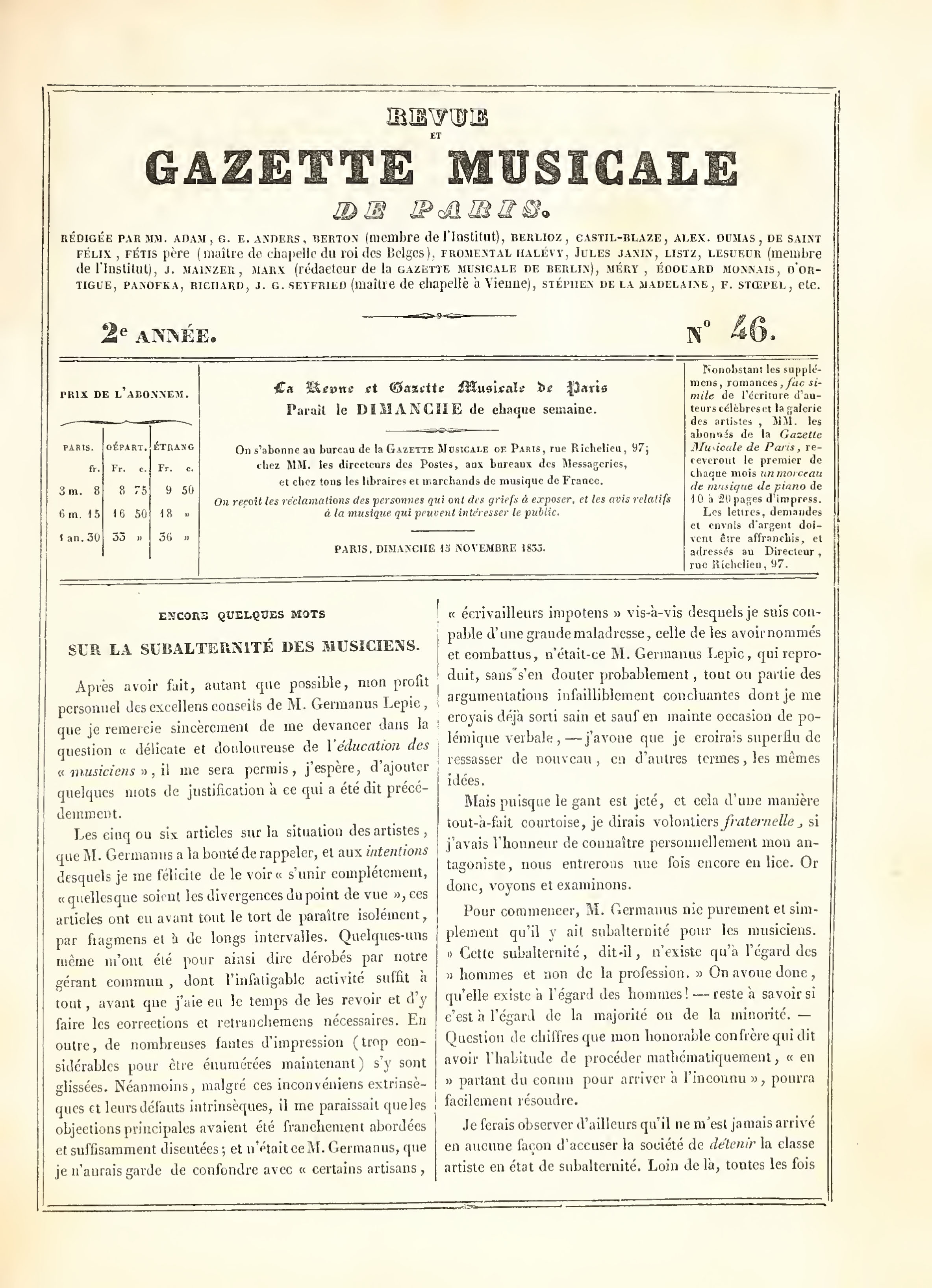
Обложка журнала «Ревю и газетт мюзикаль де Пари» (1835)

С 1834 года издавал журнал «Газетт мюзикаль» (фр. Gazette musicale), который, по оценке музыковедов, сумел объединить «широкий круг музыкальных и литературных деятелей, поддерживавших передовые творческие искания в искусстве». В 1835 году был объединён с более консервативным «Ревю мюзикаль» (фр. Revue musicale). После этого журнал стал выходить под названием «Ревю и газетт мюзикаль де Пари» (фр. Revue et gazette musicale de Paris). Этот журнал существовал до 1880 года, здесь публиковали свои статьи, письма и заметки: Берлиоз, Рихард Вагнер, Ференц Лист, Жорж Санд, Генрих Гейне, Фридерик Шопен, Шуман и другие авторы. В июле—августе 1837 года в журнале была опубликована повесть «Гамбара» Оноре де Бальзака, которая относится к произведениям писателя об искусстве и идейно близка к его повести «Неведомый шедевр», но только в ней идёт речь о музыке, а не о живописи.
Важное место сыграл издатель в биографии Вагнера в период его пребывания в Париже. Известно, что рекомендовал немецкого композитора на работу к Шлезингеру композитор Мейербер, который был в хороших отношениях с издателям и опирался на его поддержку. В статье «Обращение к моим друзьям», опубликованной в «Газетт мюзикаль» 12 июля 1840 года, Вагнер представил цели и задачи своего сотрудничества с Шлезингером и его издательством. Эта статья через два года была перепечатана миланской «Гадзетта музикале», а в 1855 году берлинской музыкальной газетой «Эхо». Вагнер в одной из статей писал, что чувствовал унижение от заказанных Шлезингером аранжировок мелодий, но сполна отыгрывался в статьях для его газеты, чтобы «мстить за своё унижение»: «То, что я писал, было криком возмущения положением нашего современного искусства; меня уверяли, что это часто доставляло удовольствие читателям». Кроме музыкальных статей Вагнер также публиковал свои новеллы, «Паломничество к Бетховену» (1840) и «Конец немецкого музыканта в Париже» (1841), которые заслужили одобрение Генриха Гейне и Берлиоза. Литературная подёнщина, которой занимался Вагнер в Париже, очень помогла малоизвестному в то время композитору, позволяя иметь хоть и небольшой, но стабильный доход. Как указывает биограф композитора Анри Лиштанберже, если в этот период немецкий композитор не впал в самую крайнюю нищету, то только благодаря Шлезингеру: «он дал Вагнеру работу, позволявшую ему добывать кусок хлеба». По этому поводу немецкий композитор позже писал: «<…> и то, что я не умер с голоду, всецело является заслугой Мориса Шлезингера, давшего мне работу в издательстве». Там же Вагнер сумел опубликовать несколько своих ранних музыкальных произведений. На одном из концертов, устраиваемых его издателем, была исполнена увертюра Вагнера «Христофор Колумб» (февраль 1841 года). Позже для первого тома собрания своих сочинений немецкий композитор собрал написанные для Шлезингера статьи в цикл «Немецкий музыкант в Париже».
В 1841 году Берлиоз опубликовал в этом же издании несколько статей, которые в 1843 году были им пересмотрены и составили фундаментальный «Трактат о современной инструментовке и оркестровке». Имя издателя несколько раз появляется на страницах «Мемуаров» лидера французского музыкального романтизма.
В 1846 году компания Шлезингера была продана Луи Брандюсу (фр. Louis Brandus). Сам он уехал из Парижа и умер в Баден-Бадене в 1871 году. Позднее его фирма ещё неоднократно меняла владельцев и прекратила своё существование в 1899 году. В музыковедении отмечается, что компания Шлезингера и его деятельность оказали значительное влияние на развитие музыкальной культуры Франции. По мнению французского историка-германиста Мишеля Эспаня, Шлезингер являлся главным продавцом музыкальной литературы в Париже XIX века.

## В культуре
Морис Шлезингер послужил прототипом Жака Арну, героя романа «Воспитание чувств» Гюстава Флобера. Будущий писатель познакомился с ним и его женой Элизой (1810—1888) на курорте в Трувиль-сюр-Мер, куда она приехала с мужем и годовалой дочерью. Официальный брак Шлезингеров был оформлен позже, уже после смерти её первого мужа в 1840 году, а Морис принял католичество. Флобероведы называют эту встречу «самым большим эмоциональным потрясением, пережитым писателем в юношеские годы». Позже писатель возобновит знакомство с четой Шлезингеров и будет посещать их дом в Париже. По словам Флобера, Шлезингер был человеком «простым и жизнерадостным». Биограф Флобера Бернар Фоконье описывает сложившиеся между писателем и Шлезингером отношения следующим образом:
Энергичный и деятельный, словоохотливый и всегда готовый оказать услугу, он, подобно господину Арну из „Воспитания чувств“, своей вульгарностью порой казался Гюставу слишком надоедливым и невыносимым. Его республиканские взгляды (он уедет из Франции в 1852 году, несомненно, по политическим причинам) вызывали насмешку у Гюстава, в то время уже не восприимчивого к любой идеологии. В то время как Элиза… Он по-прежнему испытывает к этой прелестной женщине самые нежные чувства и, как в ранней юности, робеет в её присутствии. Она — его идеал, и он не смеет его разрушить своими земными желаниями. Он хочет лишь восторгаться и восхищаться ею. Она красива, недоступна, верна своему легкомысленному и непостоянному супругу, который только и делает, что ищет счастье в объятиях „лореток“.
По мнению Сомерсета Моэма, ответить на любовные чувства Флобера жене Шлезингера мешало чувство благодарности второму мужу, ставшему отцом её ребёнка. Кроме того Морис сумел обеспечить её материально. По мнению Моэма, эти взаимоотношения между супругами и Флобером можно описать таким образом:
Но поклонник был настойчив, пылок, его юношеская преданность трогала ее, Шлезингер же постоянно ей изменял, и в конце концов она согласилась на свидание с Флобером в его квартире; он ждал её с лихорадочным нетерпением, но она не пришла. Такова эта история, которую биографы подтверждают эпизодами из „L'Éducation sentimentale“. Звучит она вполне достоверно и вряд ли искажает реальные факты. Точно известно лишь одно — любовницей Флобера Элиза так никогда и не стала.
В 1846 году писатель назовёт чувство к ней единственной в его жизни настоящей страстью. Считается, что образ Элизы найдет отображение в облике героинь Флобера: Эммы Бовари («Госпожа Бовари»), Саламбо («Саламбо»), госпожи Арну («Воспитание чувств»). Все они внешне похожи друг на друга и на Элизу Шлезингер. В ранней автобиографической повести «Мемуары безумца» (1838—1839) Элиза выведена под именем Мария.
Морис Шлезингер также послужил одним из прототипов оставшейся неоконченной «Новой повести» И. С. Тургенева (сохранился конспект рукописи). С биографией Шлезингера и его жены можно отнести следующие сюжетные мотивы: героиня повести Сабина Мональдески бежала из дому при помощи влюбленного в неё старика, офранцузившегося прирейнского еврея Прейсса. Испытав различные превратности судьбы и любовные разочарования, она оказалась в отчаянном положении в Париже буквально «без гроша в кармане». Ей снова оказал поддержку Прейсс, предложив Сабине жить в своём доме. Французский славист Андре Мазон в комментариях (опубликованных им рукописей писателя), посвящённых Шлезингеру как прототипу Абеля Прейсса в незавершенной повести Тургенева и Жака Арну в романе Флобера «Воспитание чувств», отмечал, что каждый из писателей заимствовал лишь отдельные факты его биографии, характера и внешнего облика. По его мнению, в указанной повести Тургенева, в отношениях Прейсса и Сабины не следует искать буквальное отображение жизни Шлезингера.